# MT940
MT940 - format używany przez sieć SWIFT do wysyłania i odbierania informacji o wykonanych przelewach bankowych.

## Zastosowanie
Banki pozwalają użytkownikom na pobieranie historii operacji na rachunkach w formacie MT940 by mogli oni zaimportować transakcje np. do programu księgowego. Format ten nie ma ustandaryzowanej struktury. Praktycznie każdy bank stosuje trochę inną wersję formatu, co znacznie zwiększa nakład pracy potrzebny do napisania funkcji importu w programie księgowym.
Część banków pobiera dodatkowe miesięczne opłaty za możliwość pobierania wyciągów w formacie MT940. Klienci unikają tych opłat pobierając historię operacji w formacie CSV i bezpłatnie konwertując ją do formatu MT940
.